# 路易丝·多布森
路易丝·多布森（英語：Louise Dobson，1972年9月1日—），澳大利亚女子曲棍球运动员。她曾代表澳大利亚参加1996年和2004年夏季奥林匹克运动会曲棍球比赛，其中1996年奥运会获得一枚金牌。